# Faucompierre
Faucompierre település Franciaországban, Vosges megyében. Lakosainak száma 227 fő (2022. január 1.). Faucompierre Laveline-du-Houx, La Neuveville-devant-Lépanges, Tendon, Xamontarupt és Docelles községekkel határos.

## Népesség
A település népességének változása:
| Lakosok száma | 245  | 244  | 248  | 240  | 236  | 233  | 231  | 229  | 227  |
|               | 2013 | 2015 | 2016 | 2017 | 2018 | 2019 | 2020 | 2021 | 2022 |